# نيلس جون برلين
نيلس جون برلين (بالسويدية: Nils Johan Berlin)‏ هو طبيب وكيميائي وصيدلي وسياسي سويدي، ولد في 18 فبراير 1812 في السويد، وتوفي في 27 ديسمبر 1891 في السويد.